# Almens
Almens  är en ort och tidigare kommun i regionen Viamala i kantonen Graubünden, Schweiz. Kommunen blev 2015 en del av den nya kommunen Domleschg.